# Лабант, Владимир
Владимир Лабант (словац. Vladimír Labant; родился 8 июня 1974 года, Чадца, Словацкая СР, ЧССР) — словацкий футболист, защитник. Лучший футболист Словакии 1999 года.

## Клубная карьера
Защитник начал карьеру во втором дивизионе Чехословакии. В 1993—1997 годах футболист играл в Суперлиге Словакии за «Жилину», «Дуклу» и «Кошице». В 1997 году Владимир перешёл в пражскую «Славию». В чемпионате Чехии 1997/98 игрок провёл 23 матча, «Славия» заняла второе место. В Кубке обладателей кубков Владимир сыграл 4 матча, его команда проиграла в четвертьфинале «Штутгарту». В чемпионате Чехии словак сыграл 26 матчей и забил 1 гол, «Славия» заняла 3 место в чемпионате. В кубке Чехии «Славия» победила «Слован» из города Либерец и выиграла титул, Лабант отыграл весь матч. В кубке УЕФА защитник сыграл 5 матчей, его команда в 1/16 финала проиграла «Болонье». В 1999 году Владимир перешёл в «Спарту». В составе столичного футбольного клуба дважды выиграл чемпионат Чехии и играл в Лиге чемпионов. В 2002 году футболист за 1 миллион £ перешёл в английский «Вест Хэм Юнайтед». В чемпионате Англии 2001/02 словак провёл 12 матчей, «Вест Хэм Юнайтед» занял 7 место. В чемпионате Англии 2002/03 футболист сыграл лишь один матч и в декабре 2002 года перешёл в «Спарту». В чемпионате Чехии футболист сыграл 5 матчей и стал чемпионом Чехии. В сезоне 2003/04 Владимир Лабант выиграл кубок Чехии и занял 2 место в чемпионате, а также в Лиге чемпионов сыграл 8 матчей; «Спарта» проиграла в 1/8 финала «Милану». В сезоне 2004/05 защитник сыграл лишь 3 матча в чемпионате Чехии, вторую половину сезона 2004/05 футболист провёл в «Адмире Ваккер» из австрийской Бундеслиги. В сезоне 2005/06 он играл за «Рапид» (8 матчей) и «Спартак» из Трнавы (15 матчей). В сезоне 2006/07 Владимир сыграл два матча в чемпионате Словакии и два матча в кубке УЕФА, после которых завершил карьеру игрока.

## Сборная Словакии
Первый матч за сборную защитник сыграл 27 марта 1999 года против Румынии в отборочном турнире Евро-2000.Матч закончился со счётом 0:0, Владимир был удалён. В отборочном турнире Евро-2000 футболист сыграл 6 матчей и забил 2 гола. В 2001 году защитник сыграл 6 матчей в отборочном турнире чемпионата мира 2002 года. В 2002—2003 годах Владимир Лабант провёл 4 матча за сборную Словакии в отборочном турнире Евро-2004. Последний матч за сборную он сыграл 31 марта 2004 года против Австрии: поединок закончился со счётом 1:1, Владимир начал матч в стартовом составе и был заменён на 52 минуте.

## Достижения
Командные
- Чемпион Чехии: 1999/2000, 2000/01, 2002/03
- Обладатель Кубок Чехии: 1998/99, 2003/04

Личные
- Футболист года в Словакии: 1999